# Benifallet

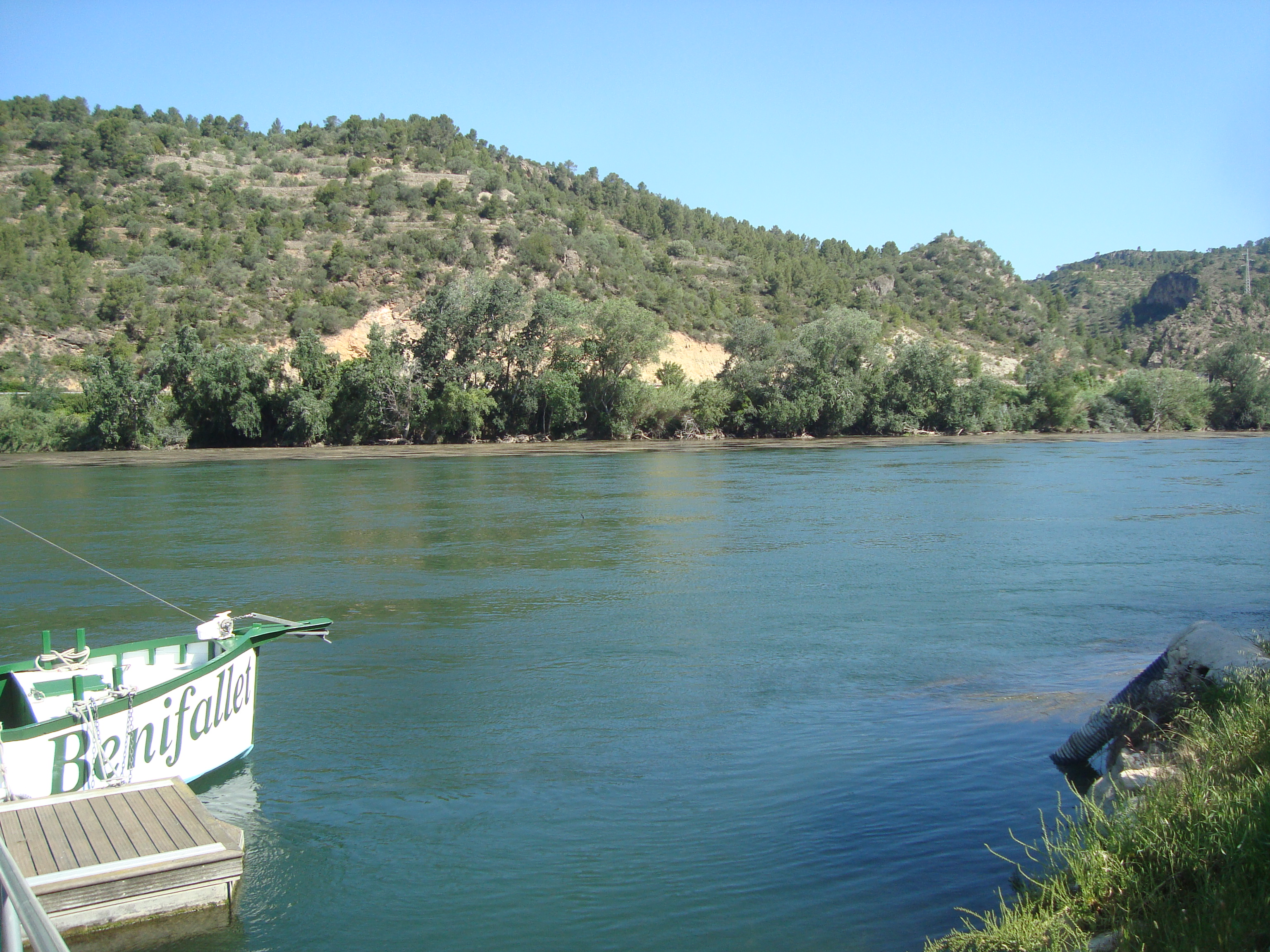
Benifallet, río Ebro

Benifallet es un municipio y localidad española de la provincia de Tarragona, en la comunidad autónoma de Cataluña. Perteneciente a la comarca del Bajo Ebro, cuenta con una población de 718 habitantes (INE 2024).

## Historia
El nombre de Benifallet aparece por primera vez en documentos de 1153. En 1208 el rey Pedro el Católico entregó el castillo a Guillem de Cervera quien, en 1215, lo entregó a su vez a los caballeros de la orden del Temple. En fecha desconocida el castillo regresó a manos de la corona. 

## Demografía
Cuenta con una población de 718 habitantes (INE 2024).
| Gráfica de evolución demográfica de Benifallet entre 1842 y 2021                                                      |
| |
| Población de derecho según los censos de población del INE. Población de hecho según los censos de población del INE. |

| 1497 | 1515 | 1553 | 1717 | 1787 | 1857 | 1877 | 1887 | 1900 |
| ---- | ---- | ---- | ---- | ---- | ---- | ---- | ---- | ---- |
| 61   | 65   | 67   | 199  | —    | 1388 | 1644 | 1889 | 2008 |

| 1910 | 1920 | 1930 | 1940 | 1950 | 1960 | 1970 | 1981 | 1990 |
| ---- | ---- | ---- | ---- | ---- | ---- | ---- | ---- | ---- |
| 1989 | 1920 | 1707 | 1476 | 1479 | 1368 | 1183 | 1034 | 995  |

| 1992 | 1994 | 1996 | 1998 | 2000 | 2002 | 2004 | 2006 | — |
| ---- | ---- | ---- | ---- | ---- | ---- | ---- | ---- | - |
| 932  | 927  | 896  | 886  | 883  | 863  | 821  | 801  | — |

## Economía
La base de la economía es la agricultura. Destaca el cultivo de naranjos y, en menor medida, olivos y almendros. Dispone de cooperativa agrícola.

## Símbolos
El escudo de Benifallet se define con el siguiente blasón:

Escudo losanjado: de argén, un monte arborado de un pino de sinople. Por timbre una corona mural de villa.

Fue aprobado el 30 de enero de 2001 y publicado en el Diari Oficial de la Generalitat de Catalunya el 13 de febrero del mismo año con el número de documento 3326. El pino encima del montículo es un señal tradicional del escudo de Benifallet. De hecho, la villa está situada en una área montañosa (la sierra de Cardó), rica en pinos.

## Cultura

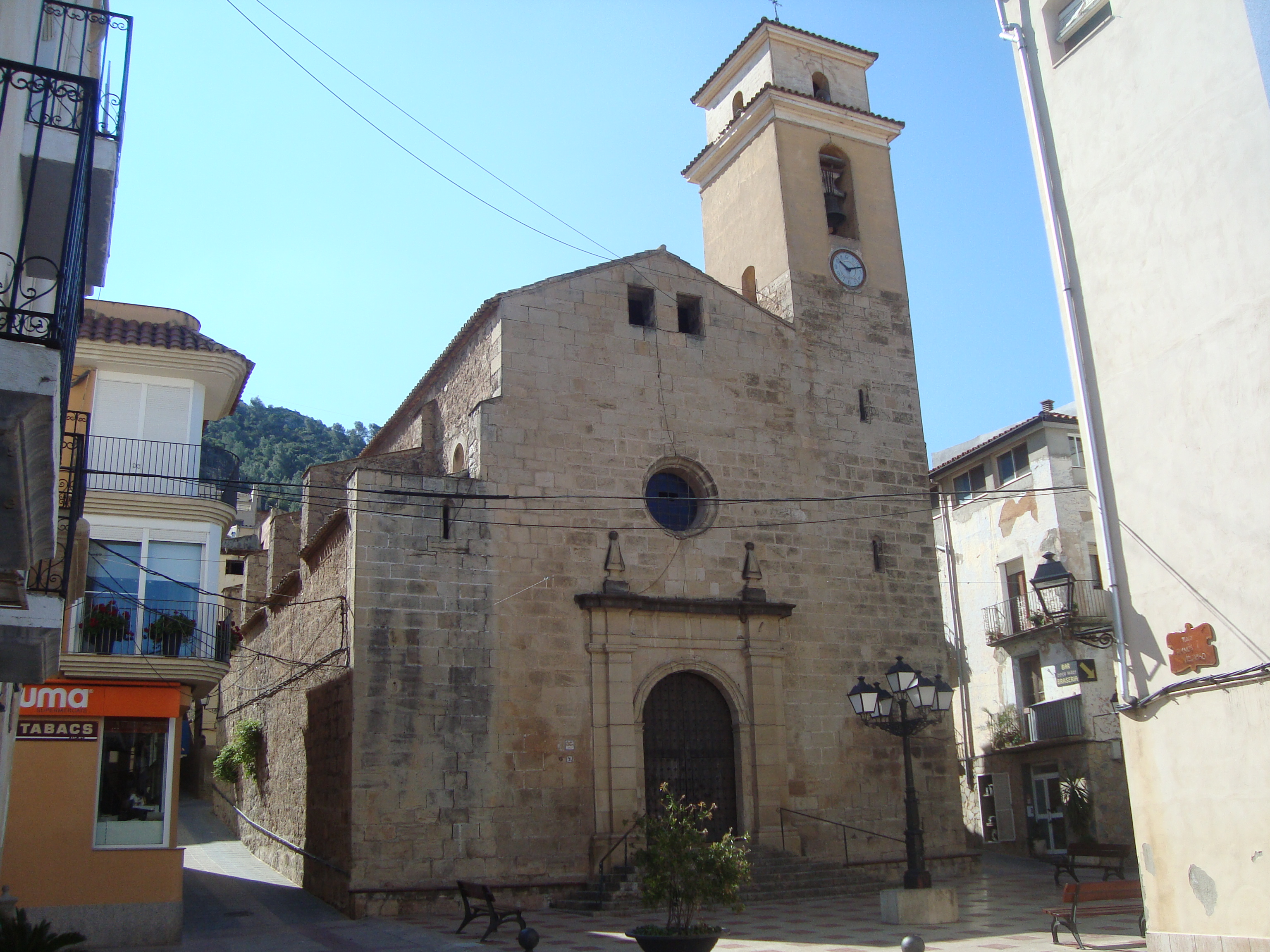
Santa Maria de l'Assumpció

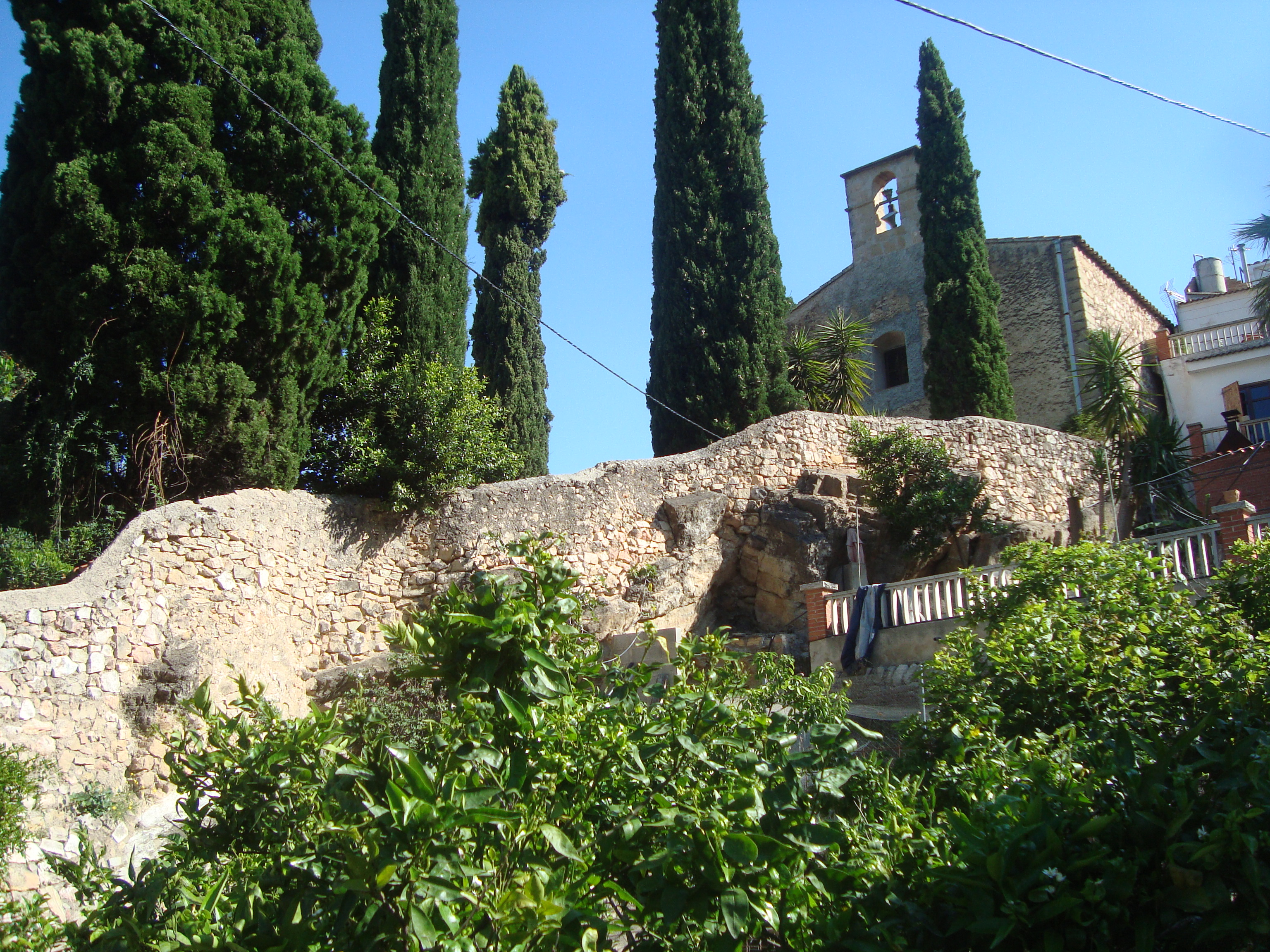
Ermita de la Nativitat de la Mare de Déu de Dalt. Ermita del Calvari de Benifallet

La iglesia parroquial está dedicada a la Natividad de la Virgen. Se construyó en 1635 y fue restaurada al finalizar la guerra civil española. En la parte alta de la ciudad se encuentra el antiguo templo parroquial, también bajo la advocación de la Virgen, construido en el siglo XIII. Es de estilo románico y en su interior se conservan dos sepulturas datas en 1298 y 1300 así como diversas pinturas al fresco.
En el macizo de Cardó se encuentra el antiguo convento de San Hilario de cardó, fundado en 1605 por frailes carmelitas. Llegó a tener una comunidad compuesta por 30 personas, entre frailes y eremitas. En 1835, después de la exclaustración, el convento quedó suprimido. La antigua iglesia, una construcción del siglo XVIII, funciona actualmente como museo. Quedan en pie algunas de las 13 ermitas que formaban el conjunto del convento, aunque la mayoría de ellas está en ruinas.
Muy cerca del antiguo convento se construyó, en 1866 un balneario que aprovechaba las aguas medicinales del río Cardó. En 1938, durante el transcurso de la batalla del Ebro, sirvió como hospital de las tropas republicanas. Funcionó activamente como balneario hasta 1967.
Dentro del término municipal se encuentran diversas cuevas naturales. Destaca la cueva Meravelles, con abundantes estalactitas y estalagmitas. 

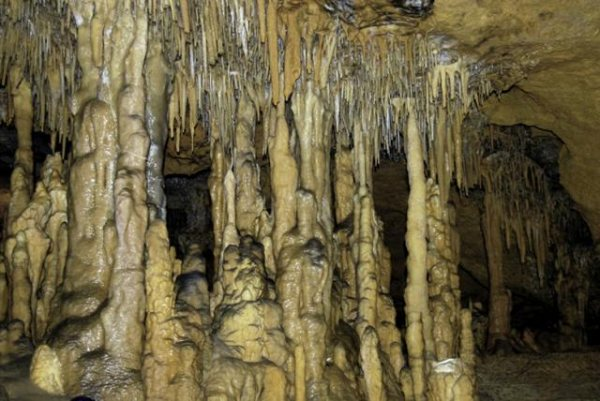
Coves Meravelles

Benifallet celebra su fiesta mayor en el mes de septiembre. En diciembre se sigue celebrando la fiesta de los quintos; antiguamente esta celebración servía para que los jóvenes que se marchaban al servicio militar recogieran fondos. 

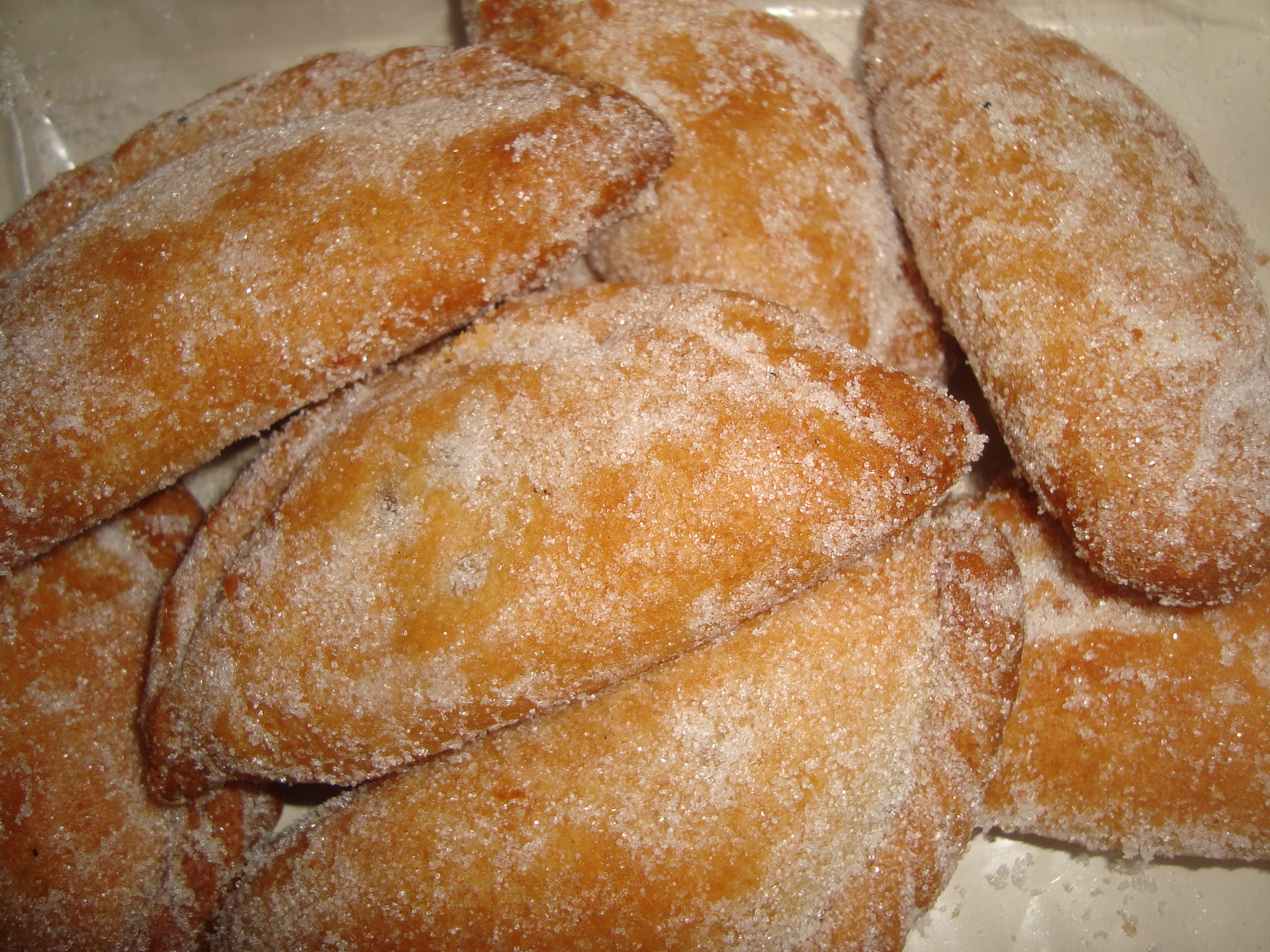
Pastissets de Benifallet

Aunque el servicio militar ha dejado de ser obligatorio, la tradición continúa con algunas verbenas populares.